# Asclerocheilus tropicus
Asclerocheilus tropicus är en ringmaskart som beskrevs av Blake 1981. Asclerocheilus tropicus ingår i släktet Asclerocheilus och familjen Scalibregmatidae. Inga underarter finns listade i Catalogue of Life.